# Allorattus engesseri
Allorattus engesseri is een fossiel knaagdier uit de onderfamilie muizen en ratten van de Oude Wereld (Murinae) dat gevonden is in het Vroeg-Yushean (Vroeg-Plioceen) van Bilike in Binnen-Mongolië. Het is de enige soort van het geslacht Allorattus. Deze soort is bekend van veertien losse kiezen. De geslachtsnaam is een combinatie van het Griekse woord αλλος 'ander' en de naam van het geslacht Rattus en betekent dus zoiets als 'andere rat'. De soortaanduiding is een verwijzing naar Dr. Burkart Engesser, een Zwitserse paleontoloog die veel heeft bijgedragen aan de kennis van Neogene kleine zoogdieren. In sommige kenmerken lijkt dit dier op soorten uit de Dacnomys- en Rattus-divisies, maar A. engesseri verschilt van die vormen door de unieke configuratie van de knobbels t7 en t9 (zie onder).
A. engesseri is een grote murine, de grootste soort uit de fauna van Bilike. Op de eerste en tweede bovenkiezen (M1 en M2) is de knobbel t7 duidelijk aanwezig, terwijl de t9 meestal sterk gereduceerd of afwezig (een uniek kenmerk binnen de Murinae). De t3 is gereduceerd op de M2 en afwezig op de derde bovenkies (M3). De knobbels op de kiezen zijn gefuseerd tot V-vormige rijen tussen de zijkanten van de kiezen. De M1 en M2 hebben vijf wortels, de eerste onderkies (m1) heeft er vier. De extra knobbels die bij veel knaagdieren aan de buitenkant van de onderkiezen zitten zijn bij A. engesseri gereduceerd of verdwenen.
Allorattus · 
Antemus · 
Anthracomys · 
Beremendimys · 
Castillomys · 
Castromys · 
Chardinomys · 
Dilatomys · 
Euryotomys · 
Hansdebruijnia · 
Hooijeromys · 
Huaxiamys · 
Huerzelerimys · 
Kritimys · 
Leilaomys · 
Linomys ·
Orientalomys · 
Paraethomys · 
Parapelomys · 
Parapodemus · 
Progonomys · 
Prohadromys · 
Qianomys · 
Ratchaburimys · 
Rhagamys · 
Rhagapodemus · 
Saidomys · 
Sinapodemus · 
Stephanomys · 
Wushanomys · 
Yunomys
Soorten met onduidelijke verwantschappen:
Karnimata huxleyi · 
Karnimata inflata · 
Karnimata intermedia · 
Karnimata minima · 
Mastomys colberti · 
Mus hipparionum · 
Progonomys debruijni